# 18 oktober
18 oktober är den 291:a dagen på året i den gregorianska kalendern (292:a under skottår). Det återstår 74 dagar av året.

## Namnsdagar

### I den svenska almanackan
- Nuvarande – Lukas
- Föregående i bokstavsordning
  - Lillemor – Namnet infördes på dagens datum 1986, men flyttades 1993 till 14 maj och 2001 till 18 november.
  - Lilly – Namnet infördes på dagens datum 1986, men flyttades 1993 till 7 maj och 2001 till 6 september.
  - Lukas – Namnet har, till minne av evangelisten med detta namn, funnits på dagens datum sedan gammalt och har inte flyttats.
  - Matteus – Namnet har sedan gammalt funnits på 21 september, men flyttades 1993 till dagens datum. 2001 återfördes det dock till 21 september.
- Föregående i kronologisk ordning
  - Före 1901 – Lukas
  - 1901–1985 – Lukas
  - 1986–1992 – Lukas, Lilly och Lillemor
  - 1993–2000 – Lukas och Matteus
  - Från 2001 – Lukas
- Källor
  - Brylla, Eva (red.). Namnlängdsboken. Gjøvik: Norstedts ordbok, 2000 ISBN 917227204X
  - af Klintberg, Bengt. Namnen i almanackan. Gjøvik: Norstedts ordbok, 2001 ISBN 9172272929

### Finlandssvenska almanackan
- Nuvarande från 2025[1] – Lukas, Luca
- I föregående revideringar[a][2]
  - 1929–1988 – Stella
  - 1989–2004 – Saga
  - 2005–2024 – Lukas

## Händelser
- 1016 – Danskarna besegrar engelsmännen i slaget vid Ashingdon.[3] Efter detta delas England upp mellan den danske kungen Knut den store och den engelske Edmund Järnsida. När Edmund dör en och en halv månad senare tar Knut makten över hela England.
- 1210 – Påven Innocentius III bannlyser tysk-romersk kejsaren Otto IV.
- 1685 – Ediktet i Nantes återkallas av Ludvig XIV av Frankrike.
- 1748 – Österrikiska tronföljdskriget upphör efter att en traktat undertecknats i Aachen.
- 1851 - Moby Dick av Herman Melville först publicerades i London.
- 1924 – Hjalmar Branting efterträder Ernst Trygger och blir statsminister i Sverige för tredje gången då socialdemokraterna återtar regeringsmakten.[4]
- 1967 – Disneyfilmen Djungelboken har världspremiär.
- 1968 – Amerikanen Bob Beamon hoppar 8,90 i längdhoppsfinalens första hopp vid OS i Mexico City. Han tar guld och överträffar gällande världsrekord med 55 cm.
- 1975 – Simon and Garfunkel återförenas i det andra avsnittet av Saturday Night Live.
- 1977 – Dödsnatten i Stammheim, varunder de tre fängslade RAF-terroristerna Andreas Baader, Gudrun Ensslin och Jan-Carl Raspe gemensamt begår självmord.
- 1988 – Komediserien Roseanne med Roseanne Barr har premiär på ABC. Serien var under ett par år en av de mest sedda tv-programmen i USA.
- 1989 – Östtysklands ledare Erich Honecker avsätts.
- 2005 – FN:s ekonomiska kommission för Europa beslutar att riksväg 45 ska uppgraderas till E45.
- 2008 – Ahmed Ibrahim Ali, Romario, mördas i Kista norr om Stockholm.
- 2022 – Ulf Kristersson tillträder som Sveriges statsminister i Regeringen Kristersson. Det är första gången på åtta år landet får en moderat regeringschef. För första gången har en svensk regering nu ett formaliserat samarbete med Sverigedemokraterna.

## Födda
- 1405 – Pius II, påve
- 1547 – Justus Lipsius, belgisk filolog och humanist
- 1566 – Sivert Beck, svensk ägare till Näsbyholms slott och Vanås
- 1692 – Magnus Beronius, svensk ärkebiskop
- 1728 – Peter Frederik Suhm, dansk historiker
- 1777 – Heinrich von Kleist, tysk poet, dramaturg och novellist
- 1807 – Carl Fredrik Ridderstad, svensk tidningsredaktör och riksdagspolitiker
- 1825 – Alfonso Balzico, italiensk skulptör
- 1831 – Fredrik III, tysk kejsare och kung av Preussen
- 1841 – Bishop W. Perkins, amerikansk republikansk politiker, senator (Kansas)
- 1854 – Salomon August Andrée, svensk vetenskapsman och polarforskare
- 1859 – Henri Bergson, fransk filosof, mottagare av Nobelpriset i litteratur 1927
- 1860 – Gustaf Lagerheim, botanist, en av pollenanalysens grundare
- 1868 – Ernst Didring, svensk författare
- 1873 – Ivanoe Bonomi, italiensk politiker
- 1884 – Karl Witzell, tysk sjömilitär, generalamiral
- 1886 – Fredrik Adelborg, svensk diplomat, militär, direktör, forskningsresande, donator och författare
- 1891 – Gösta Häggqvist, svensk högerextrem histolog
- 1898 – Lotte Lenya, österrikisk-amerikansk sångare och skådespelare
- 1904 – Nils Gustafsson, svensk musiker (violin)
- 1905 – Dag Wirén, svensk kompositör och musikarrangör
- 1917 – Kjell Stensson, svensk radioprofil
- 1918 – Bobby Troup, amerikansk skådespelare, jazzpianist och kompositör
- 1919 – Pierre Trudeau, kanadensisk premiärminister
- 1920
  - Melina Mercouri, grekisk skådespelare, författare och politiker
  - Ulf Palme, svensk skådespelare, författare och regissör
- 1921 – Jesse Helms, amerikansk politiker, senator (North Carolina)
- 1922 – Bengt Andersson, svensk skådespelare och TV-underhållare.
- 1924 – Leif Liljeroth, svensk skådespelare
- 1925 – Ramiz Alia, albansk politiker, statschef
- 1926
  - Klaus Kinski, tysk skådespelare
  - Chuck Berry, amerikansk rock-and-roll-musiker, sångare
- 1927 – George C. Scott, amerikansk skådespelare
- 1934 – Åke Cato, svensk manusförfattare och underhållare i press och TV
- 1935 – Peter Boyle, amerikansk skådespelare
- 1938 – Bo Holmström, journalist
- 1939 – Lee Harvey Oswald, amerikan, John F. Kennedys påstådde mördare
- 1941 – Allison Parks, amerikansk fotomodell och skådespelare
- 1942 – Vytautas Landsbergis, litauiska politiker, ordförande i Litauens högsta råd
- 1943 – Giorgos Armenis, grekisk skådespelare
- 1945 – Chris Shays, amerikansk republikansk politiker, kongressledamot
- 1946 – Howard Shore, kanadensisk filmmusik-kompositör
- 1956
  - Martina Navratilova, amerikansk-tjeckisk tennisspelare, flerfaldig Wimbledonvinnare (damer)
  - Jim Talent, amerikansk republikansk politiker, senator (Missouri)
- 1960
  - Jean-Claude Van Damme, belgisk skådespelare
  - Craig Mello, amerikansk utvecklingsbiolog, mottagare av Nobelpriset i fysiologi eller medicin 2006
- 1962 – Harriet Hageman, amerikansk republikansk politiker, kongressledamot
- 1967 – Pererik Åberg, svensk meteorolog och journalist
- 1968 – Anders Kraft, svensk journalist och konferencier
- 1976 – Zhou Xun, kinesisk skådespelare, sångare och fotomodell
- 1977 – Daniel Breitholtz, A&R-manager på Sony BMG och medlem i idol-juryn
- 1982
  - Ne-Yo, amerikansk musiker
  - Svitlana Loboda, ukrainsk musiker
- 1987 – Zac Efron, amerikansk skådespelare

## Avlidna
- 629 – Chlothar II, frankisk kung av Neustrien, av Paris, av Frankerriket samt av Neustrien och Burgund
- 707 – Johannes VII, påve
- 1216 – Johan utan land, även känd som prins John, herre över Irland och kung av England
- 1366 – Peter Torkelsson, biskop i Linköping och svensk ärkebiskop
- 1417 – Gregorius XII, påve
- 1503 – Pius III, påve
- 1541 – Margareta Tudor, drottning av Skottland
- 1678 – Jacob Jordaens, flamländsk målare
- 1744 – Sarah Churchill, hertiginna av Marlborough och brittisk hovdam
- 1775 – Paulus av Korset, italiensk präst, helgon
- 1865 – Lord Palmerston, brittisk politiker, premiärminister
- 1866 – Philipp Franz von Siebold, tysk naturforskare och forskningsresande
- 1871 – Charles Babbage, brittisk matematiker
- 1876 – Francis Preston Blair, amerikansk politiker och journalist, senator (Missouri)
- 1892 – Tsuru Aoki, japansk-amerikansk skådespelare
- 1893 – Charles Gounod, fransk kompositör
- 1896 – Antonio Meucci, italiensk-amerikansk uppfinnare
- 1901 – August Malmström, svensk konstnär
- 1929
  - Gustaf Ranft, svensk skådespelare
  - Robert S. Vessey, amerikansk republikansk politiker, guvernör i South Dakota
- 1931 – Thomas Edison, amerikansk uppfinnare
- 1934 – Santiago Ramon y Cajal, spansk histolog, mottagare av Nobelpriset i fysiologi eller medicin 1906
- 1948 – Walther von Brauchitsch, tysk generalfältmarskalk
- 1961 – Tsuru Aoki, japansk-amerikansk skådespelare
- 1966 – Christian Bratt, svensk skådespelare och sångare
- 1973 – Leo Strauss, judisk tysk-amerikansk politisk filosof
- 1977
  - Andreas Baader, västtysk terrorist, en av ledarna för terroristgruppen Röda armé-fraktionen
  - Gudrun Ensslin, västtysk terrorist, en av ledarna för terroristgruppen Baader-Meinhof-ligan
  - Jan-Carl Raspe, västtysk terrorist, en av ledarna för terroristgruppen Baader-Meinhof-ligan
  - Hanns Martin Schleyer, tysk jurist, industriledare, ordförande för arbetsgivarföreningen
- 1991 – Gunnar Sønstevold, norsk kompositör av bland annat filmmusik
- 1994
  - Herman Ahlsell, svensk regissör och skådespelare
  - Aina Rosén, svensk skådespelare
- 1998 – Eric Marcusson, svensk ombudsman och socialdemokratisk politiker
- 2000 – Inga Gill, svensk skådespelare
- 2003 – Preston Smith, amerikansk demokratisk politiker, guvernör i Texas
- 2007 – Lucky Dube, sydafrikansk reggaeartist
- 2008
  - Tormod Haugen, norsk författare
  - Ulla Holmberg, svensk skådespelare
- 2009
  - Ludovic Kennedy, brittisk journalist
  - Lars Schmidt, svensk teaterman
- 2011 – Norman Corwin, amerikansk manusförfattare
- 2013 – Bill Young, amerikansk republikansk politiker, kongressledamot
- 2014 – Ann-Margret Bergendahl, svensk skådespelare
- 2018
  - Åke Ortmark, svensk journalist, författare och programledare
  - Lisbeth Palme, änka efter den svenske statsministern Olof Palme
- 2019 – William Milliken, amerikansk republikansk politiker, guvernör i Michigan
- 2021 – Colin Powell, amerikansk general och försvarsstabschef, USA:s utrikesminister 2001–2005